# Quai de la Marne (Paris)
Pour les articles homonymes, voir Quai de la Marne.
Le quai de la Marne est un quai situé le long du Bassin de la Villette, à Paris, dans le 19e arrondissement. Il est l'un des quatre quais, avec les quais de la Loire, de la Seine et de l'Oise, qui entourent le Bassin de la Villette.

## Situation et accès
Le quai de la Marne relie le pont levant de la rue de Crimée au Parc de la Villette. Il est aussi traversé par le pont de la rue de l'Ourcq.
Le quai de la Marne se situe au cœur du quartier « Bassin de la Villette », dans le 19ème arrondissement de Paris.
Il est desservi par la ligne 5 du métro parisien, à la station Laumière.
Une piste cyclable sécurisée longe le quai de la Marne et permet de rejoindre la canal Saint-Martin par le quai de la Loire et/ou de traverser le Parc de la Villette et d'emprunter la véloroute pour une promenade (à vélo) le long du canal de l'Ourcq, jusqu'à Meaux, notamment.
Il se situe à proximité du canal Saint-Martin, du Parc des Buttes-Chaumont et du Parc de la Villette.

## Origine du nom
Le quai de la Marne est nommé d'après la plus longue rivière française, la Marne, qui parcourt 514 kilomètres avant de se jeter dans la Seine légèrement en amont de Paris.

## Historique
Le quai, situé alors dans la commune de la Villette, a été créé au moment du percement du canal de l'Ourcq, en 1802 et a été classé dans la voirie parisienne par un décret du 23 mai 1863.
L'ingénieur Pierre-Simon Girard en a dirigé les travaux.

## Bâtiments remarquables et lieux insolites
Le pont levant de la rue de Crimée, mis en service en 1885, est le dernier pont levant de la capitale qui connaît encore chaque année près de 9 000 manœuvres.
Édifiés en 1853, les Magasins généraux étaient réservés au stockage du grain et de la farine. Côté quai de la Marne, au niveau du numéro 2, le magasin a abrité des ateliers d'artistes plasticiens de la Ville de Paris avant d'être occupé par une résidence étudiants. 
Une maison d'éclusier est située au numéro 30 du quai de la Marne.
Le pont de la rue de l'Ourcq - qui fait l'objet, en 2024, d'une grande rénovation - offre de belles perspectives sur le Bassin de la Villette et la rotonde de Claude-Nicolas Ledoux (1784), vestige de la barrière des Fermiers généraux et point focal du bassin côté Stalingrad.
Le quai de la Marne fait face à l'Église Saint-Jacques-Saint-Christophe de la Villette et permet de la visiter en empruntant le pont levant de la rue de Crimée.
Le jalonnement du chemin de Compostelle a été matérialisé par l'installation de clous en bronze sur le quai.
Le quai de la Marne permet d'accéder au pont ferroviaire dit de la Petite Ceinture, ancienne ligne ferroviaire de 32 kilomètres, construite autour de Paris sous le Second Empire (1852 - 1869). Le tronçon ouvert au public est un corridor écologique reconnu et identifié au Schéma Régional de Cohérence Écologique (SRCE) d’Île-de-France mais aussi dans les Chemins de la Nature. Il joue un rôle important dans le cheminement de la diversité entre le Parc des Buttes-Chaumont, le Parc de la Villette et les canaux.
Le service des canaux, service technique de la Direction de la voirie et des déplacements, est chargé de gérer le réseau fluvial de la ville de Paris qui se déploie sur un linéaire d'environ 130 km qui traverse 43 communes. Ce service se situe au numéro 62 du quai de la Marne.
Le quai de la Marne permet de rejoindre à pied plusieurs salles de spectacles et de concerts parisiennes, telles que la Philharmonie, le Zénith, la Cité de la Musique, la Grande Halle, le Trabendo, notamment.

## Environnement
En février 2020, un radeau végétalisé a été installé entre le quai de la Marne et le quai de l'Oise afin de favoriser la biodiversité dans l'eau et hors de l'eau.
En avril 2024, une nouvelle technologie a été déployée, le rideau de bulles, quai de la Marne, afin de lutter contre les déchets flottants.
La darse du fond de Rouvray est un écrin de nature protégé qui se situe au bout du quai de la Marne. Ce réservoir de biodiversité accueille près de 27 espèces animales, dont 9 espèces protégées au niveau national, et 29 espèces végétales,. 

## Culture
L'artiste australienne, Julia Jacklin, y a interprété l'un de ses derniers titres, «Too In Love To Die », en live, au bord de l'eau.
Dans son film « The Killer » (2023), avec Michael Fassbender, le réalisateur David Fincher a tourné une scène, quai de la Marne, près de la Petite ceinture. On peut y voir le personnage principal, « The Killer », sur sa moto (à partir de la 24ème minute).

## Sport et loisirs
Le quai de la Marne est un lieu où les Parisiennes et les Parisiens font de la course à pied.
Le Bassin de la Villette permet aussi de faire du bateau, de l'aviron et/ou du paddle. Des péniches sont ouvertes au public pour y prendre le café, le thé, notamment.
Les peintres y prennent place en fin de journée et les pêcheurs sont également plus nombreux à s'installer sur le quai de la Marne, jour et nuit, pour pêcher.